# Дорренс (Канзас)
Дорренс (англ. Dorrance) — місто (англ. city) в США, в окрузі Расселл штату Канзас. Населення — 146 осіб (2020).

## Географія
Дорренс розташований за координатами 38°50′49″ пн. ш. 98°35′24″ зх. д. / 38.84694° пн. ш. 98.59000° зх. д. (38.846885, -98.590107).  За даними Бюро перепису населення США в 2010 році місто мало площу 0,88 км², уся площа — суходіл.

## Демографія
Згідно з переписом 2010 року, у місті мешкало 185 осіб у 85 домогосподарствах у складі 51 родини. Густота населення становила 210 осіб/км².  Було 113 помешкання (129/км²).
Расовий склад населення:
| - 96,8 % — білих - 2,7 % — корінних американців - 0,5 % — азіатів |

До двох чи більше рас належало 0,0 %. Частка іспаномовних становила 0,5 % від усіх жителів.
За віковим діапазоном населення розподілялося таким чином: 21,6 % — особи молодші 18 років, 55,7 % — особи у віці 18—64 років, 22,7 % — особи у віці 65 років та старші. Медіана віку мешканця становила 46,5 року. На 100 осіб жіночої статі у місті припадало 98,9 чоловіків;  на 100 жінок у віці від 18 років та старших — 90,8 чоловіків також старших 18 років.
Середній дохід на одне домашнє господарство  становив 52 314 долари США (медіана — 49 583), а середній дохід на одну сім'ю — 62 392 долари (медіана — 61 250). Медіана доходів становила 40 536 доларів для чоловіків та 23 750 доларів для жінок. За межею бідності перебувало 5,5 % осіб, у тому числі 0,0 % дітей у віці до 18 років та 10,7 % осіб у віці 65 років та старших.
Цивільне працевлаштоване населення становило 111 осіб. Основні галузі зайнятості: освіта, охорона здоров'я та соціальна допомога — 22,5 %, виробництво — 18,0 %, сільське господарство, лісництво, риболовля — 17,1 %.